# 迈克尔·罗思韦尔
迈克尔·罗思韦尔（英語：Michael Rothwell，1953年6月30日—），生于夏威夷州檀香山，美国前男子帆船运动员。他曾代表美国参加1976年夏季奥林匹克运动会帆船比赛，获得一枚银牌。